# Wittekind zu Waldeck und Pyrmont
Wittekind Adolf Heinrich Georg-Wilhelm Prinz (zich noemend: Fürst) zu Waldeck und Pyrmont (Arolsen, 9 maart 1936 – aldaar, 16 december 2024) was een Duitse prins en sinds 1967 hoofd van het huis Zu Waldeck und Pyrmont.

## Ouders en familie
Waldeck, lid van de familie Zu Waldeck und Pyrmont, was het vierde kind, en de enige zoon van prins Jozias van Waldeck-Pyrmont en diens vrouw Altburg Marie van Oldenburg. Zijn peetooms waren Adolf Hitler en Heinrich Himmler. Zijn vader was in de Tweede Wereldoorlog SS-Obergruppenführer en werd na de oorlog veroordeeld tot een gevangenisstraf.
Waldeck was zowel via de Nederlandse koningin Emma als via prins Hendrik gelieerd aan het huis van Oranje. Hij was te gast op het huwelijk van prins Willem Alexander en bij de begrafenis van prins Claus. In 2008 bezocht toenmalig koningin Beatrix Bad Arolsen, waar ze door Waldeck werd ontvangen. Het was het eerste bezoek van een Nederlandse koningin sinds 1932.

## Levensloop
Waldeck studeerde bedrijfskunde in Frankfurt am Main en Keulen en werkte bij verschillende ondernemingen, voor hij in 1967 het beheer van het familievermogen overnam van zijn vader. Sindsdien zette hij zich in Hessen in voor het behoud van cultuurhistorische plaatsen en gebouwen.
Ook hield hij zich intensief bezig met natuurbescherming. Verschillende stichtingen die tot doel hebben het Hessische natuurbezit te beschermen, werden door hem opgericht. Voor deze inspanningen ontving hij in 2001 uit handen van de Hessische minister-president Roland Koch een onderscheiding in de Orde van Verdienste van de Bondsrepubliek Duitsland.
Waldeck overleed op 16 december 2024 op 88-jarige leeftijd.

## Huwelijk
Waldeck was getrouwd met restauratrice Cecilia Gräfin Goeß-Saurau (1956). Het paar kreeg drie kinderen, onder wie een tweeling:
- Carl-Anton Prinz [Erbprinz] zu Waldeck und Pyrmont (25 december 1991)
- Josias Prinz zu Waldeck und Pyrmont (7 juli 1993)
- Johannes Prinz zu Waldeck und Pyrmont (7 juli 1993)